# سهل بن جابر (وضرة)

تعديل مصدري - تعديل

سهل بن جابر هي إحدى قرى عزلة العميسي بمديرية وضرة التابعة لمحافظة حجة، بلغ تعداد سكانها 129 نسمة حسب تعداد اليمن لعام 2004.